# Заборол

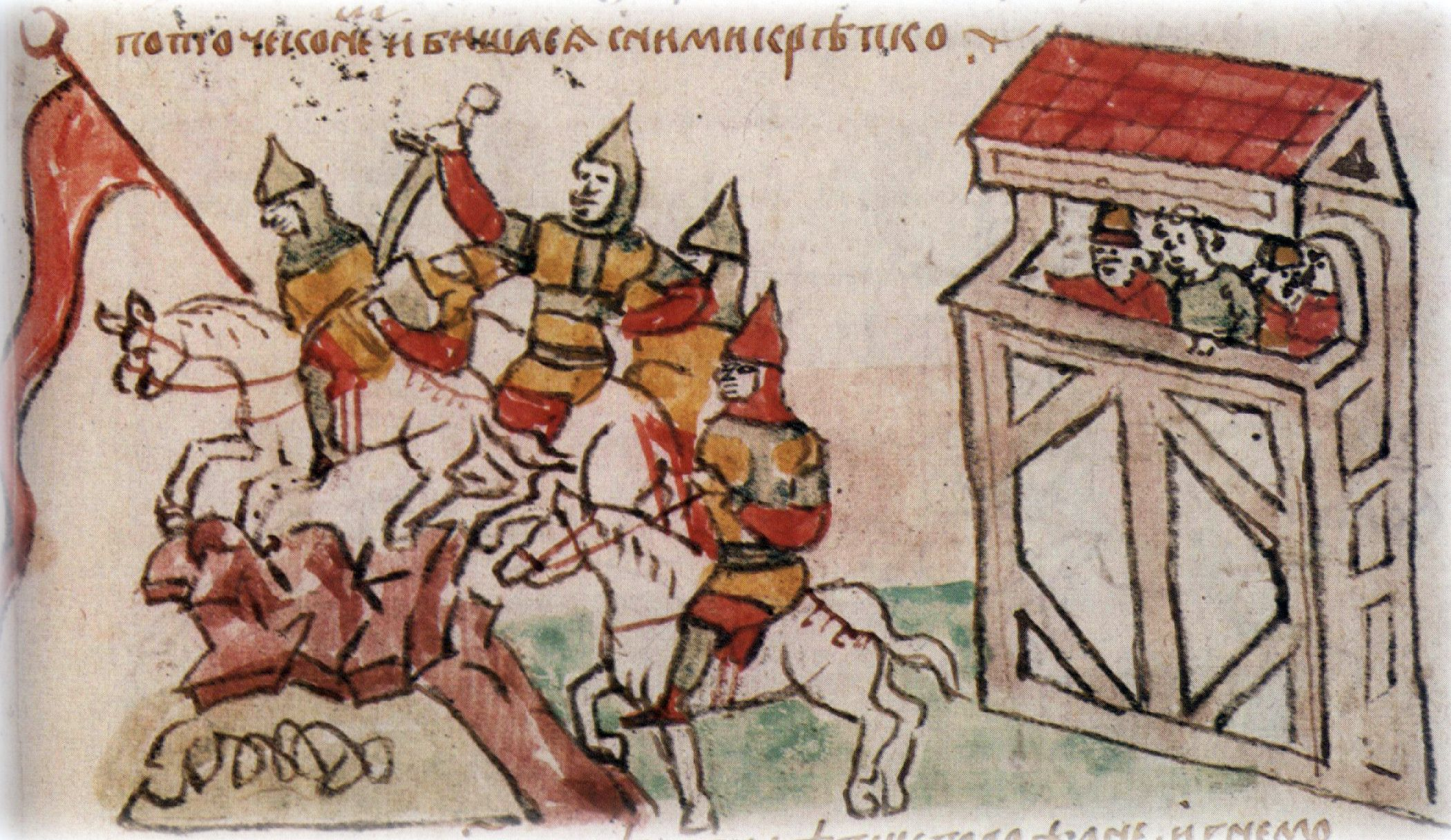
Горожане на заборолах Переяславля Русского (1185). Миниатюра Радзивилловской летописи

Заборол — бруствер в древних крепостных оградах в городах Руси (с XI века), получивший позднее (с XVII века) название облама или облома.
Самые первые древние деревянные ограды не имели специального прикрытия для защищавшихся войск, находившихся на их вершине, но с XI века на оградах стали устраивать заборол, то есть щиты из брёвен или досок со щелями, позволявшими производить из-за них стрельбу. Первое летописное упоминание о забороле можно найти в «Повести временных лет» под 1097 годом, в рассказе о смерти Мстислава: «Мстиславу же хотящу стрелити, внезапу ударен бысть под пазуху стрелою на заборолех сквозь дску скажнею».